# Georg II. Rákóczi

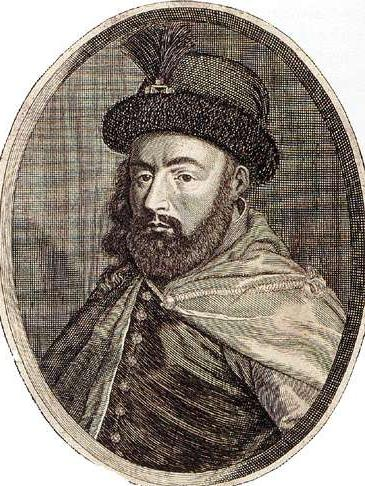
Georg II. Rákóczi, Fürst von Siebenbürgen

Georg II. Rákóczi (ungarisch II. Rákóczi György, * 30. Januar 1621 in Sárospatak; † 7. Juni 1660 in Großwardein) war ab 1648 mit Unterbrechungen Fürst von Siebenbürgen aus dem ungarisch-calvinischen Adelsgeschlecht der Rákóczi.

## Leben
Er war der älteste Sohn (der das Erwachsenenalter erreichte) von Fürst Georg I. Rákóczi aus der Ehe mit Zsuzsanna Lórántffy und wurde am 19. Februar 1642, noch während der Regierungszeit seines Vaters, zum (Mit-)Fürsten von Siebenbürgen gewählt. Am 3. Februar 1643 heiratete er Sophia Báthory, die auf Druck ihrer zukünftigen Schwiegermutter vom Katholizismus zum Calvinismus konvertierte. Aus dieser Ehe ging der Sohn Franz I. Rákóczi hervor.
Nach dem Tod seines Vaters, 1648, war er Alleinherrscher und verfolgte dessen Pläne, die Krone Polens für seine Dynastie zu gewinnen. Hierfür schloss er jeweils Bündnisse mit dem Ataman der Saporogerkosaken, Bogdan Chmielnicki und den Fürsten von Moldawien und der Walachei, Vasile Lupu und Matei Basarab. Doch erst im Januar 1657 führte er als Bündnispartner des schwedischen Königs Karl X. Gustav, der 1655 in Polen militärisch eingefallen war und den Zweiten Nordischen Krieg ausgelöst hatte, ein bis zu 40.000 Mann starkes siebenbürgisch-kosakisches Heer gegen den polnischen König Johann II. Kasimir an. Dabei verwüstete er große Teile Polens ohne dabei seine politischen Ziele zu erreichen. Im Gegenteil, bedingt durch die Grausamkeit seines multinationalen Heeres, das er nie vollständig zu kontrollieren vermochte, wuchs bei den Polen der Widerstand gegen die Aggressoren und der Hass auf seine Person im Besonderen.
In Krakau schloss er sich den Schweden an, nahm Brest am 2. Juli ein, dem Warschau am 16. Juli folgte. Als sich sein schwedischer Verbündeter aber aus Polen wieder zurückzog, brachen auch Rákóczis politische Pläne wie ein Kartenhaus zusammen. Die siebenbürgisch-kosakische Vorhut mit dem Tross wurde am 20. Juni 1657 durch die polnische Armee in der Schlacht bei Czarny Ostrów in Podolien eingekreist und geschlagen. Seines Trosses verlustig und durch die Flucht seiner kosakischen Verbände im Stich gelassen, sah er sich zur Kapitulation genötigt. In den darauf folgenden Friedensgesprächen mit den Polen vom 21. bis 23. Juni 1657, löste er die Allianz mit den Schweden, zudem verpflichtete er sich Kriegskontribution an Polen und die polnischen Heerführer zu leisten, sowie die besetzten polnischen Städte Krakau und Brest zu räumen. Im Anschluss ließen ihn die Polen mit dem Rest seiner Armee in sein Fürstentum heimkehren. Auf dem Rückweg geriet jedoch ein Großteil seiner Streitkräfte in eine Razzia der mit den Polen verbündeten Krimtataren, die das siebenbürgische Heer zersprengten und anschließend auf die Krim verschleppten (bis zu 11.000 Mann). Die Reste mit dem Anführer kehrten wenig ruhmreich nach Siebenbürgen zurück.
Am 3. November 1657 setzten ihn die siebenbürgischen Stände auf Druck der Hohen Pforte für sein eigenmächtiges Handeln gegen Polen ab, denn sein Feldzug fand ohne Abstimmung mit dem Suzerän des Fürstentums, dem Osmanischen Reich, statt. Er wurde durch Franz Rhédey ersetzt, der sich bis zum 9. Januar 1658 auf dem Fürstenthron hielt. Georg versuchte die Macht im Fürstentum Siebenbürgen zwischen 1658 und 1660 zurückzugewinnen, musste sich aber mit dem neuen Kandidaten des osmanischen Großwesirs Mehmed Pascha Köprülü, Ákos Barcsay, auseinandersetzen. Es kam zum Bürgerkrieg. Durch kluges Taktieren gewann er die Krone Siebenbürgens wieder zurück, doch überspannte er damit den Bogen endgültig. Die Osmanen beließen es nicht mehr bei Drohungen. Eine osmanische Armee griff das autonome Fürstentum an und verwüstete systematisch das Land. In den folgenden Kämpfen verstarb Georg II. Rákóczi in Großwardein an den Wunden, die er sich während der Schlacht bei Gyalu am 22. Mai 1660 zugezogen hatte.